# Валдай
Валдай (на руски: Валда́й) е град в Русия, административен център на Валдайски район, Новгородска област. Населението на града през 2010 година е 16 740 души.

## География
Разположен е в Северозападна Русия. Намира се на брега на едноименното Валдайско езеро, на Валдайското възвишение, на 10 км от Валдайски Иверски манастир, на 140 километра югоизточно от Велики Новгород. Разполага с жп гара по линията Бологое - Дно и е в непосредствена близост до федерална автомагистрала „Русия“ (Москва - Санкт Петербург).
Градът Валдай разположен е в Валдайски национален парк.

## История
Селището получава статут на град през 1770 г. Той е най-известен с леярната си за камбани. Валдайският музей на камбаните отворил врати през 1995 г.

### Население
| Година    | 1897 | 1959   | 1970   | 1979   | 1989   | 1996   | 2002   | 2008   |
| Население | 3500 | 10 600 | 14 100 | 17 900 | 19 200 | 19 800 | 19 703 | 17 251 |

## Галерия
- събор Света Троица
- Валдайски Иверски манастир